# Fitzbek
Fitzbek (niederdeutsch: Fitzbeek) ist eine Gemeinde im Kreis Steinburg in Schleswig-Holstein. Bekannt ist die Gemeinde für ihre Zucht von Rotbunten,
die schon im Jahre 1902 in alle Welt exportiert wurden. Fitzbek hat keine weiteren Ortsteile.

## Geografie und Verkehr
Fitzbek liegt 7 km nordöstlich von Kellinghusen im Naturpark Aukrug. Der Mühlenteich liegt in der Gemeinde. Stör, Mühlenbach, Kirchweddelbach, Bullenbach und Wegebek fließen durch die Gemeinde.

## Geschichte
Die erste gesicherte urkundliche Überlieferung des Dorfes findet sich als Vitzebeke in einer Urkunde von 1412. Das Grundwort des Ortsnamens verweist auf das (mittel-)niederdeutsche Wort für Bach; bezüglich des Bestimmungswortes ist nicht sicher, ob es auf das mittelniederdeutsche Wort für Fisch, den rekonstruierten Bachnamen Fitisa oder einen Personennamen Vitus oder Vit zurückgeht.

## Politik

### Gemeindevertretung
Bei der Kommunalwahl am 14. Mai 2023 wurden insgesamt neun Sitze vergeben. Diese fielen erneut alle die Wählergemeinschaft Aktives Fitzbek. Die Wahlbeteiligung betrug 65,7 %.

### Wappen
Blasonierung: „Unter silbernem Schildhaupt, darin eine linksgewendete, liegende schwarze Damwildschaufel, in Grün ein silberner Mühlstein.“
Die Damwildschaufel dokumentiert den immer noch beachtlichen Wildbestand im waldreichen Gemeindegebiet. Der Mühlstein im Zentrum des Wappens weist hin auf die Erbpachtwassermühle an der Mühlenau und ihre wirtschaftliche Bedeutung für den Ort und sein Umland.

## Wirtschaft und Infrastruktur
Fitzbek ist überwiegend landwirtschaftlich – vor allem durch Milchviehbetriebe – geprägt. Die am Zufluss der Wegebek in den Mühlenteich liegende Mühle wurde früher mit Wasserkraft betrieben, heute mit Strom. Im Ortskern gibt eine Gaststätte.

## Bilder

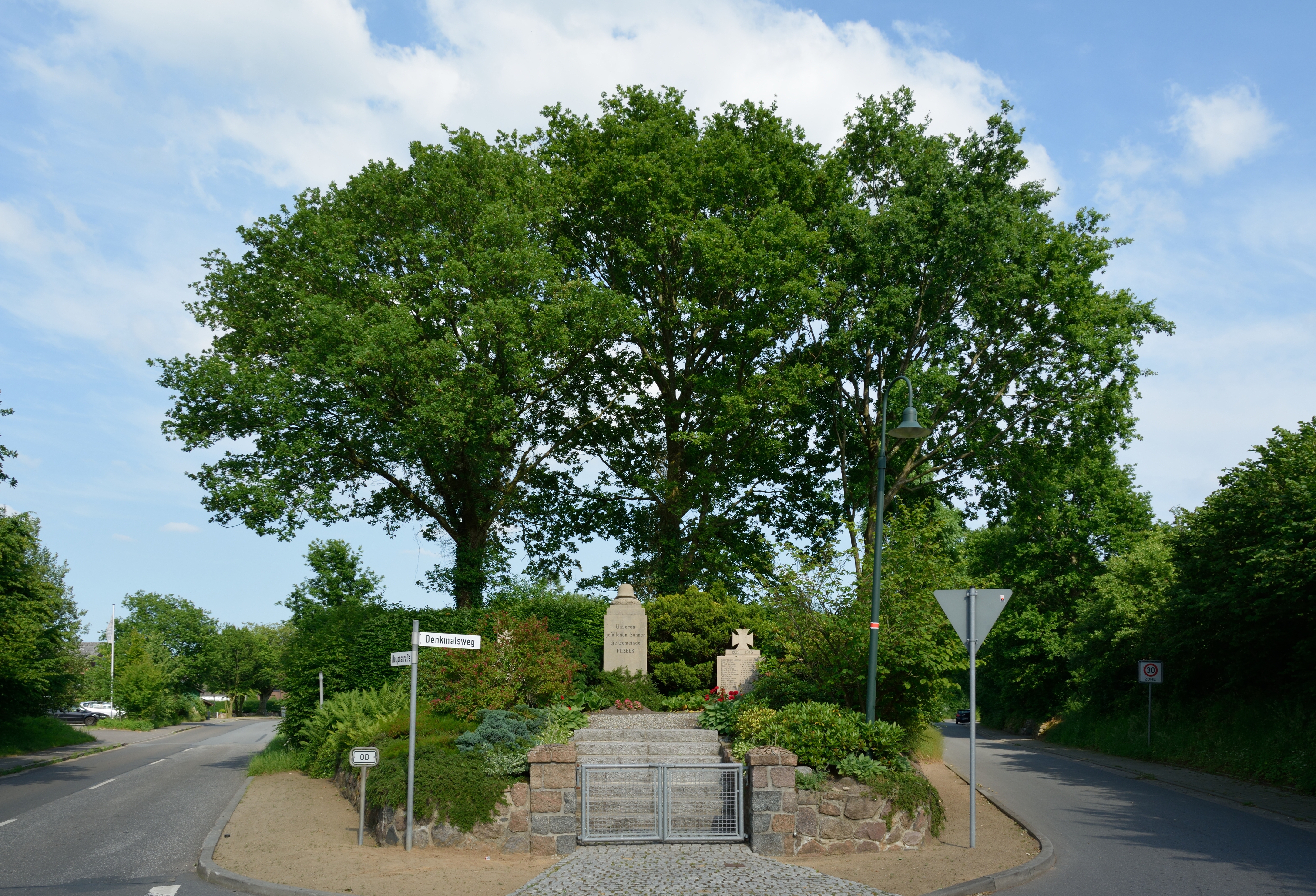
Ehrenmal in Fitzbek
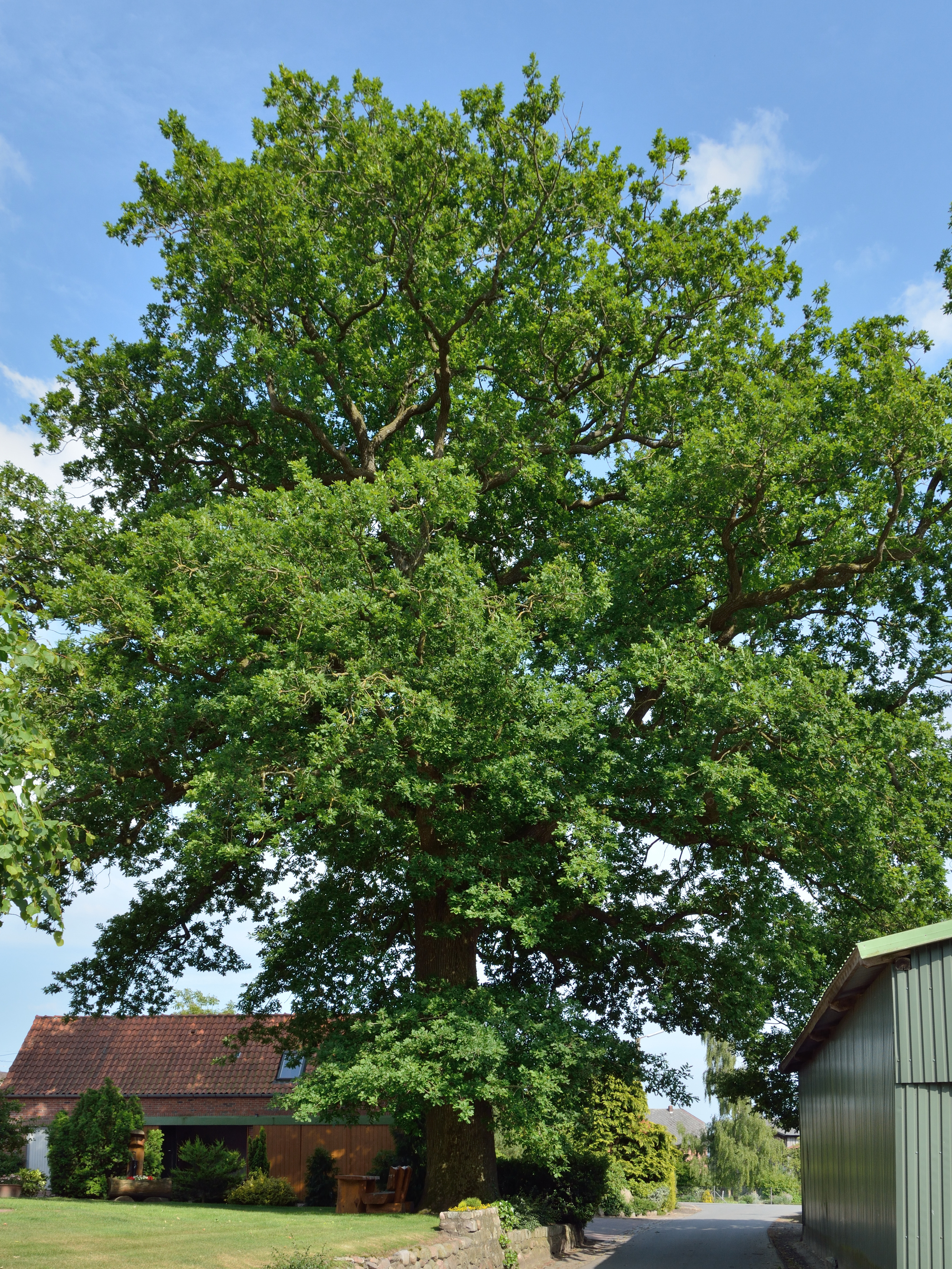
Eine 250-jährige Eiche ist ein Naturdenkmal in Fitzbek
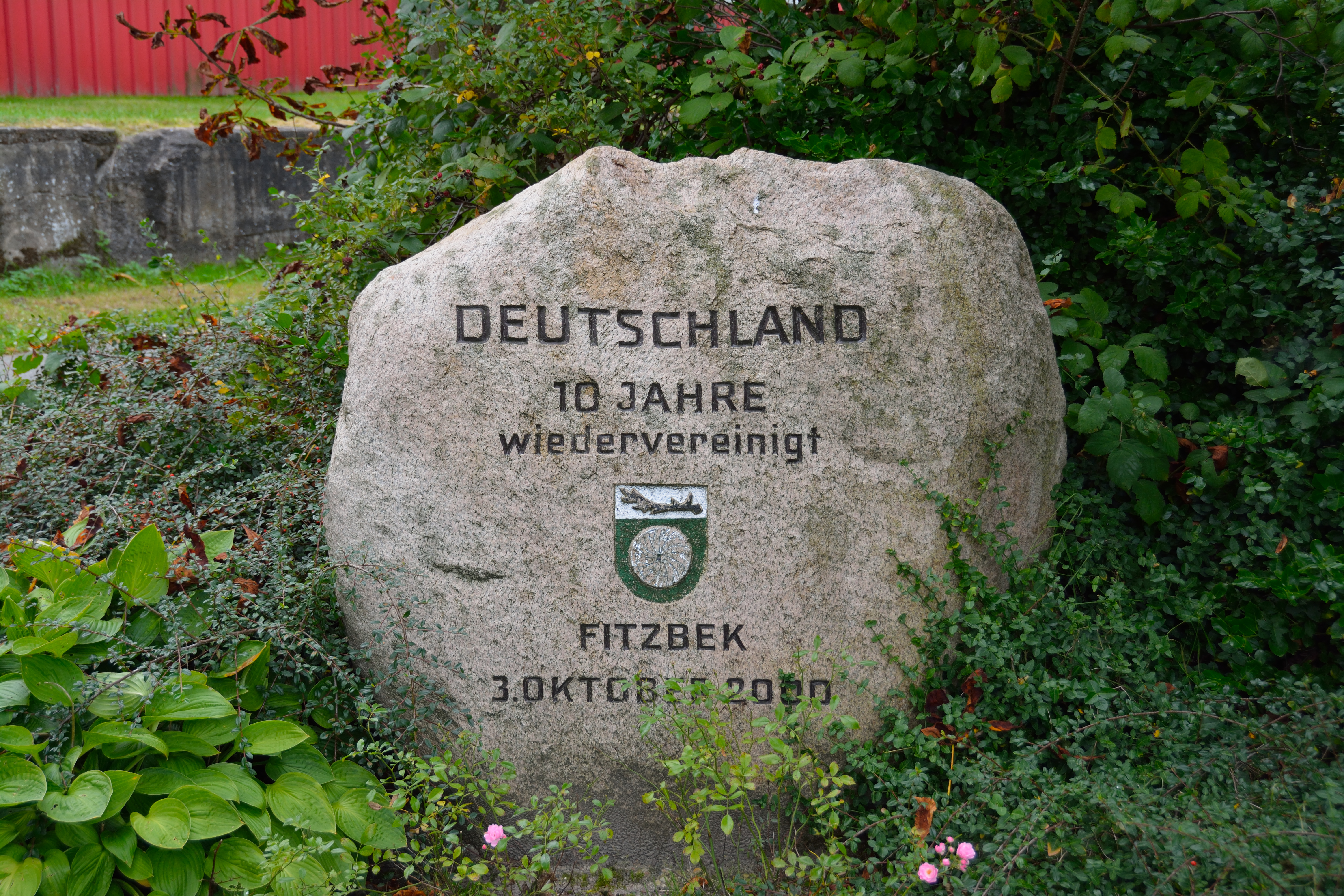
Gedenkstein deutsche Einheit
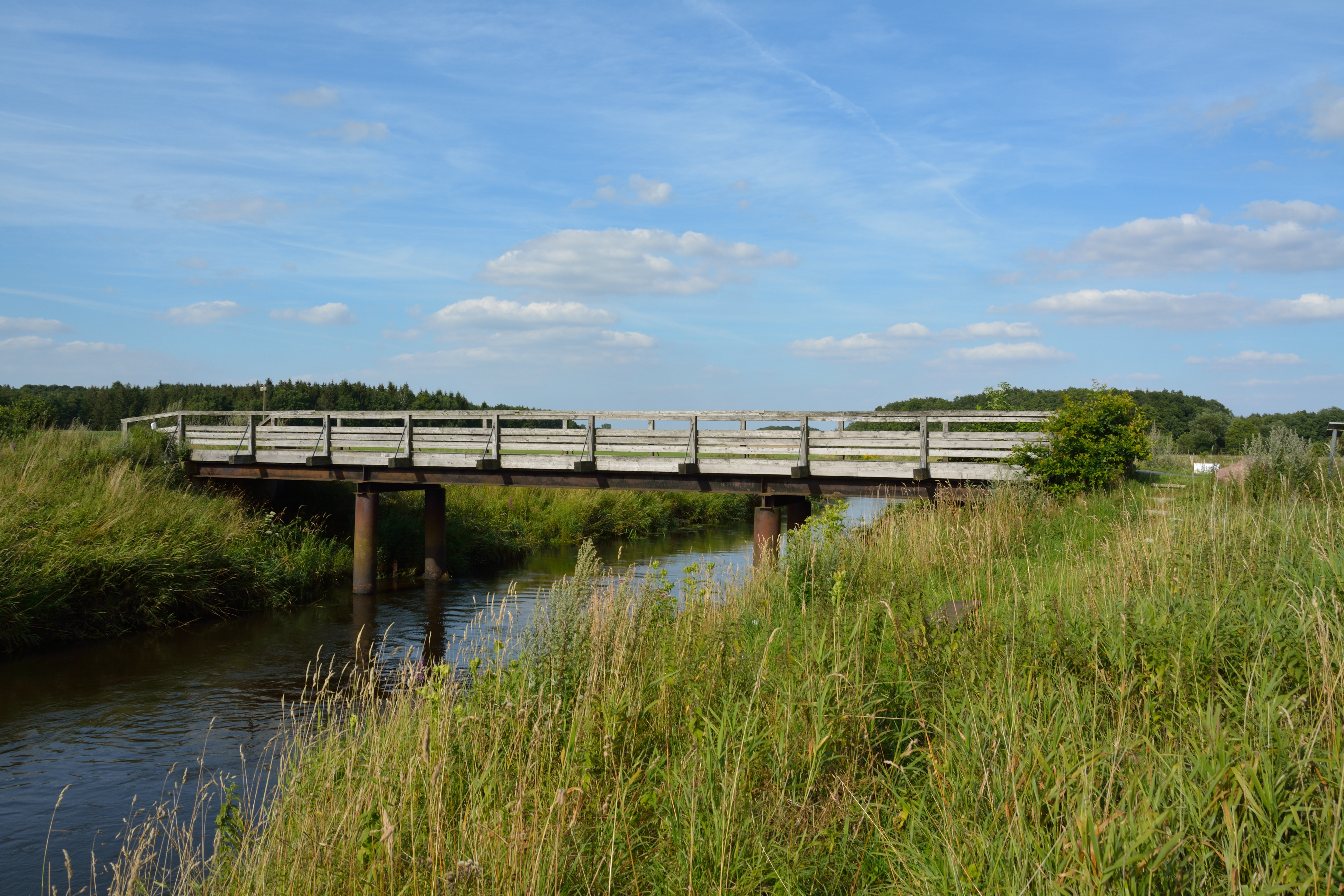
Die „Pionierbrücke“ über die Stör verbindet die Gemeinden Fitzbek und Brokstedt

## Persönlichkeiten
- Marie Carstens (1861–1956), geboren am 1. März in Fitzbek, und Linny Claudius waren die ersten Frauen, die 1919 in die Stadtverordnetenversammlung der Stadt Neumünster gewählt wurden[6].